# DTSG Tschenstochau
Die Deutsche Turn- und Sportgemeinschaft Tschenstochau (kurz: DTSG Krakau) war während des Zweiten Weltkriegs ein kurzlebiger Sportclub im von den Deutschen besetzten polnischen Wallfahrtsort Częstochowa. Mitglieder durften nur Reichsdeutsche und Volksdeutsche sein.

## Geschichte
Wie bei anderen DTSG im besetzten Polen wurde auch in Tschenstochau für die dort stationierten oder dorthin delegierten Deutschen rund ein Dutzend Sportarten angeboten. Die Fußballabteilung der DTSG nahm an den Spielen der Distriktliga Radom teil. Ohne vorher nennenswerte Erfolge verbuchen zu können, gewann sie 1942 überraschend den Bernsteinpokal: Im Halbfinale schalteten die Spieler, die die deutsche Garnison sowie Verwaltung von Tschenstochau stellten, den hochfavorisierten LSV Deblin mit 3:1 aus und setzten sich im Finale gegen die DSG Reichshof mit 4:1 durch. Die Besatzerpresse bezeichnete den HSV-Spieler Walter Gloede, der die Position des Mittelläufers einnahm, als Kopf der Mannschaft.
1944 wurde die DTSG überraschend erstmals Distriktmeister. Im entscheidenden Spiel bezwang sie den bisherigen Serienmeister LSV Radom mit 2:1. In der im Ligasystem (Jeder gegen jeden) ausgetragenen Endrunde mit den anderen vier Distriktmeistern (Krakau, Warschau, Lublin und Galizien) belegte sie hinter dem LSV Mölders Krakau und dem LSV Deblin den dritten Platz. Im entscheidenden Spiel um den Titel des Gaumeisters 1944 war sie gegen den LSV Mölders Krakau mit 1:8 untergegangen.
Mit dem Ende der Saison 1943/44 wurde der Spielbetrieb der Gauliga Generalgouvernement eingestellt. Angesichts des Vormarschs der Roten Armee löste sich die DTSG Tschenstochau Ende 1944 auf.

## Erfolge der Fußballabteilung
- Gewinner des Bernsteinpokals: 1942
- Distriktmeister Radom: 1944

## Bekannte Fußballspieler
- Walter Gloede